# ТБ-Бердянськ
ТБ-Бердянськ — (КП "Бердянська міська телекомпанія «ТБ-Бердянськ») Бердянська міська комунальна телекомпанія.
До складу компанії входить телеканал «Бердянськ», та проводове радіо.

## Телеканал

### Телепередачі
Інформаційні:
- Новини міста
- Прямий ефір
- Питання до влади
- Трибуна депутата
- Актуальне інтерв'ю

Місто:
- Зелений патруль
- ОСББ. Хто в домі господар?
- У нас на районі

Тусовка:
- За лаштунками
- Смачненько по-Бердянськи

Історія:
- Дорога до себе
- Плеяда
- Очевидці
- Пам'ятки Бердянська
- Історія одного шедевра

Здоров'я:
- Здоровим бути модно
- Територія здоров'я

Соціум:
- Життя з початку
- Навчи мене жити
- Благовіст

Дитячі:
- Теремок
- Шкільна веселка

Кримінал:
- 102

## Проводове радіо
Починаючи з 1957 в місті працює проводове радіо. Позивні — «Говорить Бердянськ». Загальний обсяг мовлення радіо 1 година 40 хвилин на тиждень.
| Програма                    | Канал           | День тижня       | Час з | Час по |
| --------------------------- | --------------- | ---------------- | ----- | ------ |
| КП "БМТК "ТБ-Бердянськ" БМР | УР-1 Проводовий | Вівторок-Четвер  | 06:30 | 06:45  |
| КП "БМТК "ТБ-Бердянськ" БМР | УР-1 Проводовий | Вівторок,четвер  | 14:00 | 14:15  |
| КП "БМТК "ТБ-Бердянськ" БМР | УР-1 Проводовий | Середа, п'ятниця | 14:00 | 14:20  |

## Технічні інформація та покриття
Ліцензія — НР № 0552-м від 18.12.2002 до 19.12.2016
- Бердянськ — 37 ТВК
- потужність передавача — 0,1000 кВт
- оператор — Запорізька філія Концерну РРТ
- адреса передавача — вул. Руденко, буд. 4-А, м. Бердянськ, Україна, 71108
- територія розповсюдження — м. Бердянськ

Проводове радіо

Ліцензія — НР № 0665-м від 24.07.2008 до 24.07.2018
- частота — УР-1
- тип — Проводовий
- місцезнаходження — Бердянськ
- оператор — Запорізька дирекція ПАТ «Укртелеком»
- адреса — вул. Правди, буд. 3-в, Бердянськ, Запорізька область, Україна
- територія розповсюдження — Бердянськ та Бердянський район